# Kerstin Petry

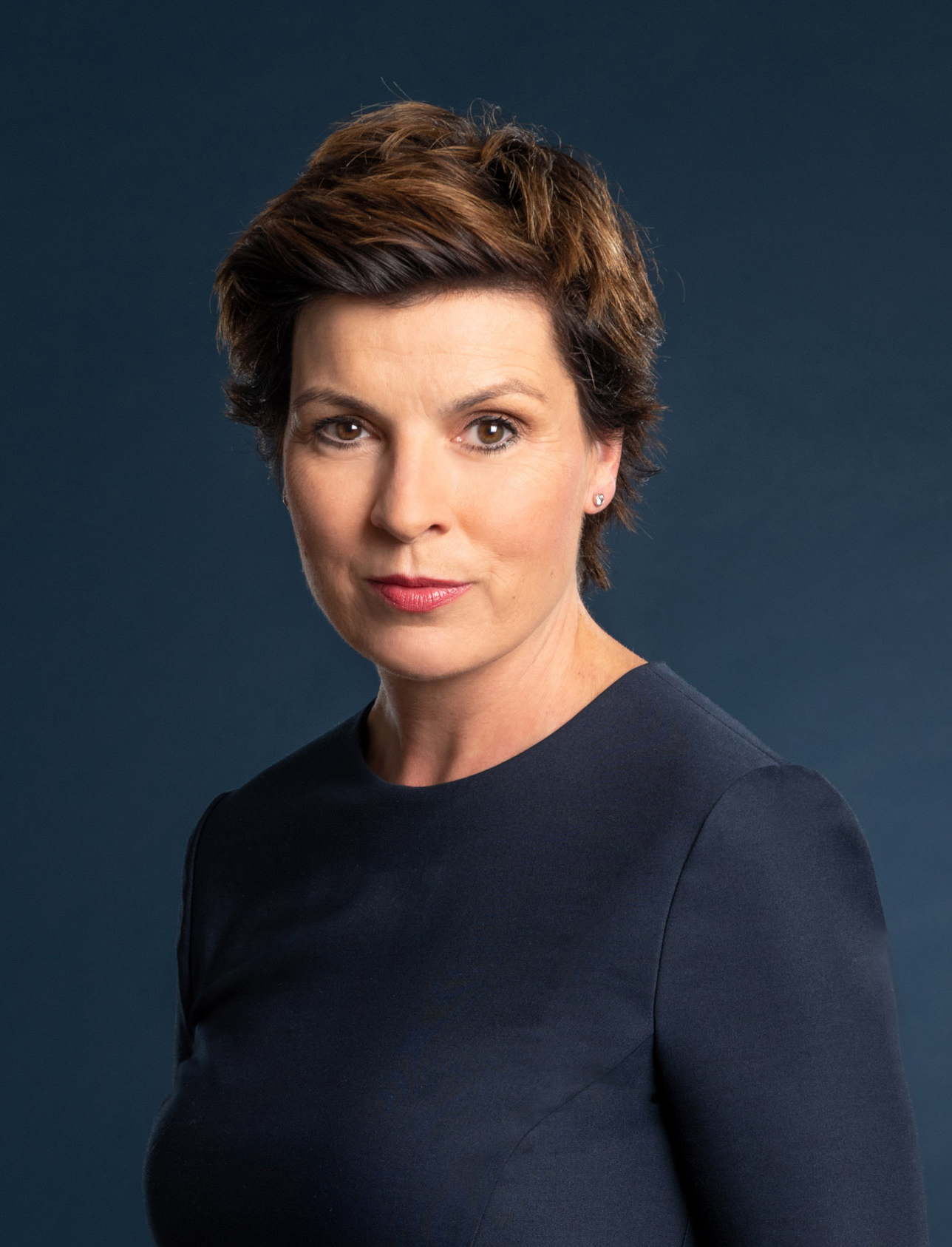
Kerstin Petry (2018)

Kerstin Petry (* 1971) ist eine deutsche Journalistin, Fernsehmoderatorin und Sprecherin für audiovisuelle Medien.

## Leben
Petry absolvierte ein Studium für Publizistik, Politikwissenschaft und Germanistik an der Westfälischen Wilhelms-Universität in Münster. Von 1996 bis 1999 war sie Redakteurin und Moderatorin bei den RTL 2 News. Es folgten viele Einsätze als Moderatorin, Reporterin und Autorin für private und öffentlich-rechtliche Fernsehstationen.
Im Juni 2003 stieß sie zu ARD Aktuell und moderierte dort die überhaupt allererste Sendung von EinsExtra Aktuell auf EinsExtra dem Informationsprogramm der ARD, heute Tagesschau 24. Für dieses Programm stand sie bis 2017 vor der Kamera.
Von Juli 2004 bis Oktober 2006 präsentierte sie die Nachrichten beim Ländermagazin Sachsen-Anhalt heute auf dem Mitteldeutschen Rundfunk (MDR).
Anfang 2006 übernahm die Journalistin die Urlaubsvertretung von Gabi Bauer und Ingo Zamperoni bei der Moderation der Nachrichtensendung Nachtmagazin in der ARD. Zudem moderierte sie den ARD Wochenspiegel. Von 2012 bis 2017 war sie regelmäßig in der Tagesschau zu sehen.
Als Sprecherin ist Kerstin Petry für Werbung, TV, Image- und Erklärfilme und E-Learning tätig. Außerdem berät sie Firmen und Konzerne bei der Umsetzung von Videoproduktionen und Image- und Recruitingfilmen.
Kerstin Petry ist verheiratet und lebt mit ihrem Mann und ihren beiden Söhnen in der Nähe von Köln.